# Harald Natvig
Harald Natvig, né le 10 juin 1872 à Stavanger et mort le 1er août 1947 à Hjerkinn, est un tireur sportif norvégien. Il a remporté cinq médailles olympiques.

## Palmarès
- Jeux olympiques de 1920 à Anvers (Belgique)
  -  Médaille d'or au tir au cerf courant coup simple à 100 m par équipes.
  -  Médaille d'or au tir au cerf courant coup double à 100 m par équipes.
  -  Médaille de bronze au tir au cerf courant coup simple à 100 m individuel.
- Jeux olympiques d'été de 1924 à Paris (France)
  -  Médaille d'or au tir au cerf courant coup simple à 100 m par équipes.
  -  Médaille d'argent au tir au cerf courant coup double à 100 m par équipes[1].